# Graduation (album)
Graduation er Kanye Wests tredje hip hop-album som blev udgivet den 11. september 2007. Albummets forside er designet af Takashi Murakami. Albummet debuterede som nummer 1 på U.S. Billboard Top 200 liste og blev solgt i 957.000 eksemplarer i den første uge.

## Numre
Alle tekster er skrevet af Kanye West.
1. "Good Morning"
2. "Champion"
3. "Stronger"
4. "I Wonder"
5. "Good Life" (feat. T-Pain)
6. "Can't Tell Me Nothing"
7. "Barry Bonds" (feat. Lil Wayne)
8. "Drunk and Hot Girls" (feat. Mos Def)
9. "Flashing Lights" (feat. Dwele)
10. "Everything I Am"
11. "The Glory"
12. "Homecoming" (feat. Chris Martin)
13. "Big Brother"